# Exocentrus andamanensis
Exocentrus andamanensis là một loài bọ cánh cứng trong họ Cerambycidae.